# Bandeirantes

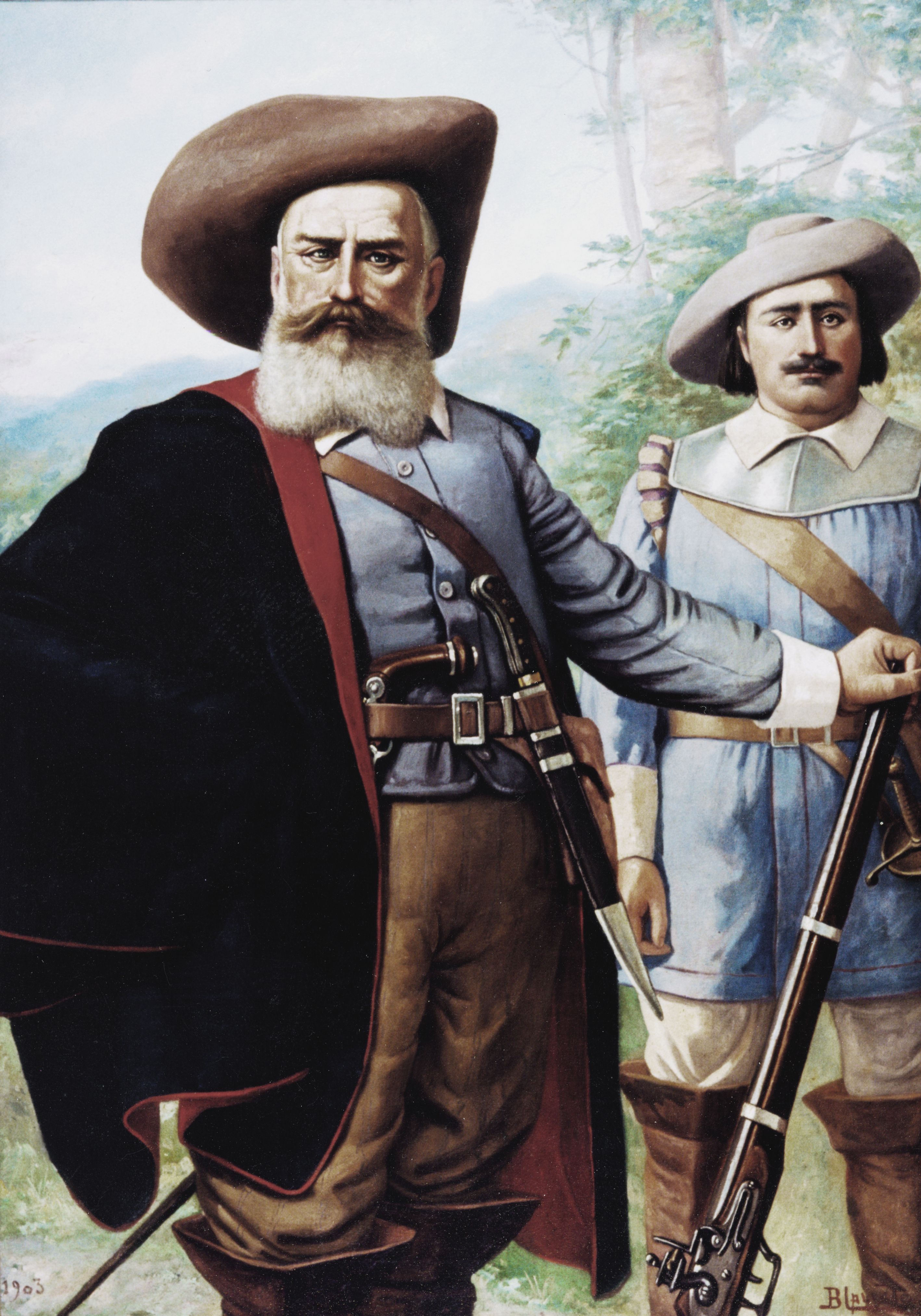
Domingos Jorge Velho e Antônio F. de Abreu, di Benedito Calixto

I Bandeirantes furono esploratori coloniali portoghesi e brasiliani che presero parte alle "bandeiras", o spedizioni esplorative. Attraverso di esse i bandeirantes esplorarono e conquistarono le parti dell'America Meridionale comprese tra il Mato Grosso e il Rio delle Amazzoni, espandendo di fatto i possedimenti portoghesi oltre il confine stabilito dal trattato di Tordesillas. Le loro spedizioni fecero la fortuna del Portogallo durante il 1700-1800.
Alcuni dei bandeirantes più famosi furono Bartolomeu Bueno da Silva, Fernão Dias Pais Leme, Antônio Rodrigues Arzão, Antônio Pires de Campos, Bartolomeu Bueno de Siqueira e Antonio Raposo Tavares.

Le spedizioni, chiamate bandeiras, partivano nei primi anni dai villaggi di Santos e São Vicente, e dopo principalmente da Taubaté e São Paulo de Piratininga, tutte città dell'odierno stato di San Paolo, che all'epoca era poco importante per il Portogallo, tanto che la lingua più diffusa tra la gente del luogo non era il portoghese ma la língua geral. Le spedizioni trassero vantaggio dall'unione dei due regni del Portogallo e della Spagna, invadendo i territori non colonizzati oltre la linea di demarcazione del Trattato di Tordesillas.

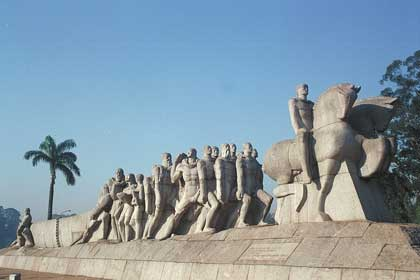
Il monumento dedicato alle Bandeiras, scultura di pietra di Victor Brecheret situata a San Paolo

Nel 1500 vi erano oltre 2 milioni e mezzo di indigeni in Brasile. Verso la metà del Settecento il numero di indigeni si era ridotto a 1 milione. Molte delle tribù costiere erano state sterminate dai portoghesi, e altre fuggirono verso i territori ad ovest. 
Partendo da San Paolo, gli avventurieri marciarono verso ovest alla ricerca di schiavi indigeni. Lungo il Rio delle Amazzoni e i suoi fiumi tributari, i bandeirantes lasciarono il segno dei rapimenti e degli attacchi punitivi. In Paraguay e nelle regioni attorno al Mato Grosso, i Gesuiti tentarono di proteggere gli amerindi offrendo loro protezione nelle missioni, organizzando anche difese militari.
Nel 1628, Antônio Raposo Tavares condusse un gruppo di esploratori composto da 2000 alleati amerindi, 900 meticci e 69 bianchi di San Paolo, alla ricerca di metalli, pietre preziose e indigeni. La sua spedizione causò la distruzione di molte delle missioni Gesuite del Guayrá spagnolo (corrispondente in buona parte all'odierno Paraná), e 60.000 indigeni vennero ridotti in schiavitù.
Dal 1648 al 1652, Tavares fu a capo di una delle più lunghe spedizioni, partita da San Paolo e giunta sul delta del Rio delle Amazzoni, coprendo una distanza di oltre 10.000 km. La spedizione raggiunse la città di Quito nel viceregno del Perù nel 1651. Dei 1200 uomini che partirono da San Paolo, solo 60 raggiunsero la loro destinazione finale a Belém.